# Plejada (literatura francuska)

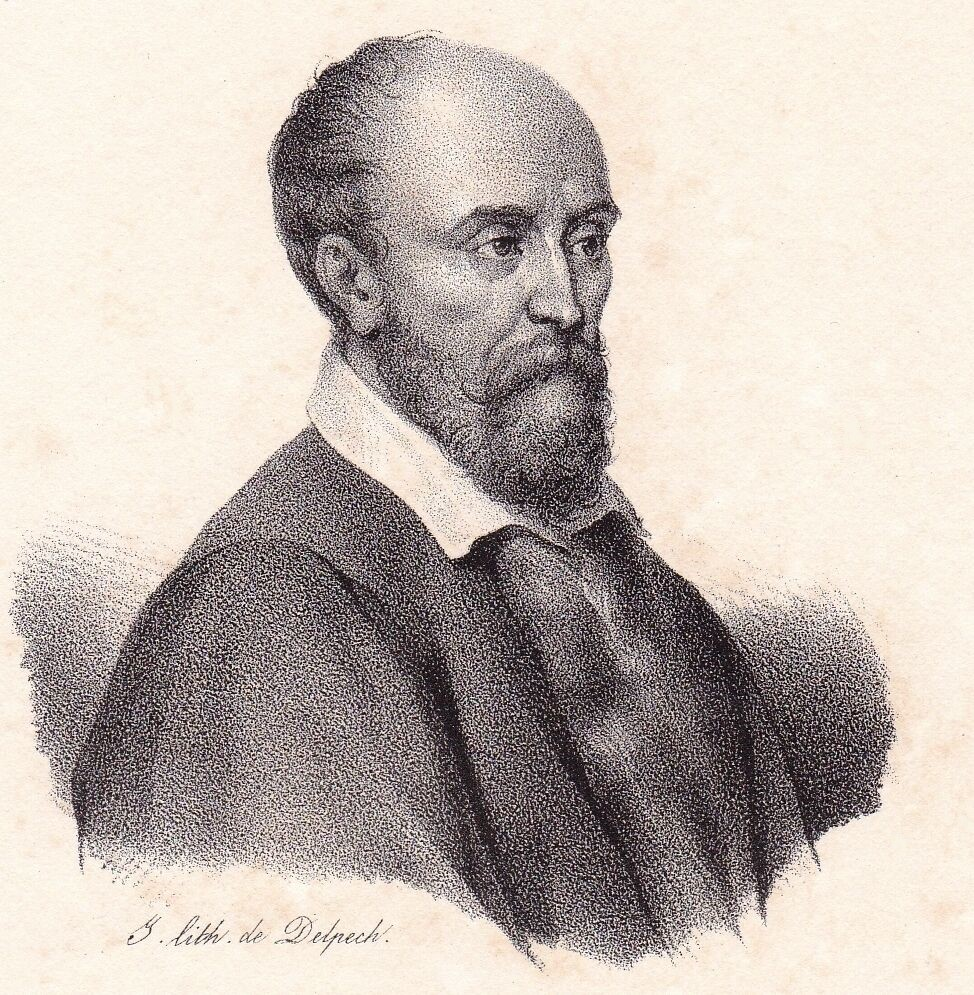
Pierre de Ronsard

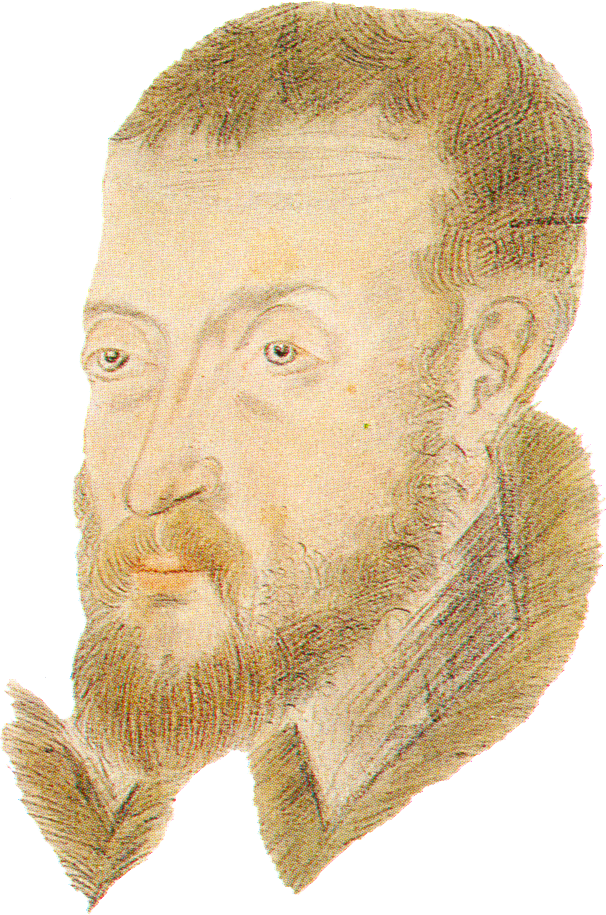
Joachim du Bellay

Plejada (fr. la Pléiade) – grupa poetów zebranych wokół Pierre’a de Ronsarda i Joachima du Bellaya, działająca we Francji w XVI wieku. Jej koncepcja poezji i roli poety poważnie przyczyniła się do dalszego rozwoju literatury francuskiej oraz upowszechniła stosowanie języka francuskiego w literaturze pięknej tego kraju.

## Historia
Poeci tworzący późniejszą Plejadę byli studentami w Kolegium Coqueret oraz w Kolegium Boncourt, gdzie ich poglądy formowały się pod kierunkiem wykładowców-latynistów Jeana Dorata oraz Marca Antoine’a de Mureta. Podstawą istnienia grupy było wspólne przekonanie o konieczności stosowania w poezji języka francuskiego i przyczyniania się tym samym do jego rozwoju, w miejsce pisania tradycyjnie po łacinie. Grupa głosiła równocześnie konieczność upowszechniania kultury antycznej, co miało przyczyniać się do krzewienia kultury w szerszych kręgach społecznych.
Grupa działała początkowo pod nazwą Brygady, a za swój manifest traktowała wydaną w 1549 i podpisaną przez du Bellaya pracę polemiczną Obrona i uświetnienie języka francuskiego. Zawarte w niej wątki rozwijał następnie Skrót sztuki poetyckiej Ronsarda. Od 1556 poeci używali nazwy Plejada, którą zapożyczyli od Plejady aleksandryjskiej jako wyraz podziwu dla kultury antycznej. Członkami grupy byli Pierre de Ronsard, Joachim du Bellay, Jacques Peletier du Mans, Rémy Belleau, Jean-Antoine de Baïf, Pontus de Tyard oraz Étienne Jodelle. Po śmierci du Mansa jego miejsce zajął Jean Dorat.

## Poglądy
Członkowie Plejady głosili konieczność gruntownego zreformowania francuskiej poezji, co miało dokonać się poprzez zerwanie zarówno z tradycją średniowieczną, jak i z nurtem neołacińskim. W Obronie i uświetnieniu języka francuskiego uznali za przestarzałe popularne gatunki średniowieczne jak rondo, virelai, pieśń, ballada, chanson de geste, farsa czy moralitet. W koncepcji Plejady ich miejsce miały zająć gatunki wymagające od piszącego większej dbałości formalnej, jak sonet, epos, elegia, eklog, epigram, oda czy list poetycki, natomiast w dramacie – komedia oraz tragedia oparta na wzorcach antycznych. Jako zalecaną tematykę wierszy poeci Plejady wskazywali miłość, śmierć, naturę oraz przemijanie, zalecając w ogólności poruszanie tematów poważnych i niejednoznacznych w miejsce układania wierszy w celach czysto rozrywkowych, związanych z bieżącą polityką, lub dla popisania się swoją erudycją i talentem.
Równocześnie Plejada wzywała do porzucenia tłumaczeń z łaciny i greki na rzecz swobodnego adaptowania utworów autorów antycznych na grunt francuski, co miało przyczynić się do rozwoju literatury Francji poprzez zaszczepienie w niej doskonałych wzorów. Inspiracją dla nich była również działalność poetów włoskich (głównie Petrarki) Choć poeci z kręgu Ronsarda i du Bellaya przyznawali, że język francuski jest ubogi leksykalnie w porównaniu z łaciną, twierdzili, że dzięki odpowiednim działaniom samych literatów sytuację tę można zmienić. Głosili konieczność tworzenia w języku francuskim neologizmów o źródłosłowie greckim i łacińskim, wprowadzania do języka literackiego wyrazów pochodzących z języka mówionego i dialektów lokalnych.
Odrzucając dotychczasową koncepcję poezji, członkowie Plejady zachowywali wcześniejszą wizję poety jako „tłumacza Bogów”, człowieka obdarzonego szczególnym darem odkrywania przed ludźmi tajemnic świata nadprzyrodzonego. Ronsard w swoim Skrócie sztuki poetyckiej porównywał poetę do proroka i mistyka, twierdził jednak również, że swoją misję może on w pełni zrealizować tylko pod warunkiem ciągłego uczenia się i poszerzania swojej wiedzy. Podkreślał także, że poeta winien z godnością przyjmować niezrozumienie i biedę, jakie mogą stać się jego udziałem. Poeta w wizji Plejady jest równocześnie vates, doctus i philosophus – natchnionym, uczonym i filozofem. W ten sposób członkowie Plejady kwestionowali średniowieczne miejsce twórców literatury w społeczeństwie, odrzucając w szczególności wizję poety jako człowieka zabawiającego tłum czy dostarczającego rozrywek w czasie uczt i turniejów rycerskich.
Idee Plejady, chociaż spotykały się z krytyką ze strony poetów neołacińskich, ostatecznie stały się głównym czynnikiem kształtującym francuską poezję renesansową i miały istotny wpływ na dalszy rozwój literatury francuskiej.